# Campionati del mondo di atletica leggera 2011 - 1500 metri piani maschili
I 1500 metri piani maschili ai campionati del mondo di atletica leggera 2011 si sono tenuti in 3 giorni: il 30 agosto, il 1º ed il 3 settembre. Si qualificava chi aveva un tempo migliore di 3'35"00 o di 3'38"00.

## Programma orario
| Data         | Ora   | Round      |
| ------------ | ----- | ---------- |
| 30 agosto    | 11:20 | Batterie   |
| 1º settembre | 19:55 | Semifinali |
| 3 settembre  | 20:15 | Finale     |

## Risultati

### Batteria
Si qualificano in semifinale i primi 6 di ogni batteria e i 6 miglior tempi.
| Pos. | Batteria | Nome                      | Nazione            | Tempo   | Note  |
| ---- | -------- | ------------------------- | ------------------ | ------- | ----- |
| 1    | 1        | Daniel Kipchirchir Komen  | Kenya              | 3:38.54 | Q     |
| 2    | 1        | Nick Willis               | Nuova Zelanda      | 3:39.24 | Q     |
| 3    | 1        | Yoann Kowal               | Francia            | 3:39.33 | Q     |
| 4    | 1        | Diego Ruiz                | Spagna             | 3:39.33 | Q     |
| 5    | 1        | Mohamed Moustaoui         | Marocco            | 3:39.35 | Q     |
| 6    | 1        | Matthew Centrowitz        | Stati Uniti        | 3:39.46 | Q     |
| 7    | 1        | Chaminda Wijekoon         | Sri Lanka          | 3:39.61 | q, NR |
| 8    | 3        | Amine Laâlou              | Marocco            | 3:39.86 | Q     |
| 9    | 1        | Ryan Gregson              | Australia          | 3:40.01 | q     |
| 10   | 3        | Deresse Mekonnen          | Etiopia            | 3:40.08 | Q     |
| 11   | 3        | Silas Kiplagat            | Kenya              | 3:40.13 | Q     |
| 12   | 3        | Taoufik Makhloufi         | Algeria            | 3:40.15 | Q     |
| 13   | 3        | Yusuf Saad Kamel          | Bahrein            | 3:40.27 | Q, SB |
| 14   | 3        | Ciaran O'Lionaird         | Irlanda            | 3:40.41 | Q     |
| 15   | 3        | Juan Carlos Higuero       | Spagna             | 3:40.71 | q     |
| 16   | 3        | Leonel Manzano            | Stati Uniti        | 3:40.77 | q     |
| 17   | 3        | Geoffrey Martinson        | Canada             | 3:40.98 | q     |
| 18   | 1        | Zebene Alemayehu          | Etiopia            | 3:41.08 | q     |
| 19   | 1        | James Shane               | Gran Bretagna      | 3:41.17 |       |
| 20   | 2        | Asbel Kiprop              | Kenya              | 3:41.22 | Q     |
| 21   | 2        | Mekonnen Gebremedhin      | Etiopia            | 3:41.28 | Q     |
| 22   | 3        | Andreas Vojta             | Austria            | 3:41.34 |       |
| 23   | 2        | Abdalaati Iguider         | Marocco            | 3:41.41 | Q     |
| 24   | 2        | Manuel Olmedo             | Spagna             | 3:41.78 | Q     |
| 25   | 2        | Tarek Boukensa            | Algeria            | 3:41.87 | Q     |
| 26   | 2        | Eduard Villanueva         | Venezuela          | 3:41.89 | Q     |
| 27   | 3        | Hamza Driouch             | Qatar              | 3:42.09 |       |
| 28   | 2        | Jeffrey Riseley           | Australia          | 3:42.22 |       |
| 29   | 2        | Andrew Wheating           | Stati Uniti        | 3:42.68 |       |
| 30   | 2        | Dmitrijs Jurkevičs        | Lettonia           | 3:42.69 |       |
| 31   | 2        | Jeroen D'Hoedt            | Belgio             | 3:45.54 |       |
| 32   | 3        | Nabil Mohammed Al-Garbi   | Yemen              | 3:50.17 | PB    |
| 33   | 2        | Charles Delys             | Polinesia francese | 3:51.36 | SB    |
| 34   | 3        | Florian Carvalho          | Francia            | 3:53.88 |       |
| 35   | 1        | Sin Sang-min              | Corea del Sud      | 3:55.02 |       |
| 36   | 2        | Mehdi Baala               | Francia            | 4:13.10 | q     |
| 37   | 2        | Ribeiro Pinto De Carvalho | Timor Est          | 4:30.56 | PB    |
|      | 1        | Mohammed Shaween          | Arabia Saudita     | DNF     |       |

### Semifinali
Si qualificano in finale i primi 5 di ogni semifinale e i migliori 2 tempi.
| Pos. | Semifinale | Nome                     | Nazione       | Tempo   | Note  |
| ---- | ---------- | ------------------------ | ------------- | ------- | ----- |
| 1    | 2          | Asbel Kiprop             | Kenya         | 3:36.75 | Q     |
| 2    | 2          | Tarek Boukensa           | Algeria       | 3:36.84 | Q     |
| 3    | 2          | Mohamed Moustaoui        | Marocco       | 3:36.87 | Q     |
| 4    | 2          | Manuel Olmedo            | Spagna        | 3:36.91 | Q     |
| 5    | 2          | Eduar Villanueva         | Venezuela     | 3:36.96 | Q, NR |
| 6    | 2          | Ciaran O'Lionaird        | Irlanda       | 3:36.96 | q     |
| 7    | 2          | Nick Willis              | Nuova Zelanda | 3:37.39 | q     |
| 8    | 2          | Yoann Kowal              | Francia       | 3:37.44 |       |
| 9    | 2          | Daniel Kipchirchir Komen | Kenya         | 3:37.58 |       |
| 10   | 2          | Juan Carlos Higuero      | Spagna        | 3:37.92 |       |
| 11   | 2          | Deresse Mekonnen         | Etiopia       | 3:44.65 |       |
| 12   | 2          | Chaminda Wijekoon        | Sri Lanka     | 3:44.81 |       |
| 13   | 1          | Matthew Centrowitz       | Stati Uniti   | 3:46.66 | Q     |
| 14   | 1          | Mekonnen Gebremedhin     | Etiopia       | 3:46.71 | Q     |
| 15   | 1          | Silas Kiplagat           | Kenya         | 3:46.75 | Q     |
| 16   | 1          | Mehdi Baala              | Francia       | 3:46.87 | Q     |
| 17   | 1          | Abdalaati Iguider        | Marocco       | 3:46.89 | Q     |
| 18   | 1          | Yusuf Saad Kamel         | Bahrein       | 3:47.18 |       |
| 19   | 1          | Amine Laâlou             | Marocco       | 3:47.65 |       |
| 20   | 1          | Ryan Gregson             | Australia     | 3:47.89 |       |
| 21   | 2          | Leonel Manzano           | Stati Uniti   | 3:47.98 |       |
| 22   | 1          | Geoffrey Martinson       | Canada        | 3:48.83 |       |
| 23   | 1          | Diego Ruiz               | Spagna        | 3:49.26 |       |
| 24   | 1          | Taoufik Makhloufi        | Algeria       | 3:50.86 |       |
| 25   | 1          | Zebene Alemayehu         | Etiopia       | 3:51.19 |       |

### Finale
| Pos. | Nome                 | Nazione       | Tempo   | Note |
| ---- | -------------------- | ------------- | ------- | ---- |
| 1    | Asbel Kiprop         | Kenya         | 3:35.69 |      |
| 2    | Silas Kiplagat       | Kenya         | 3:35.92 |      |
| 3    | Matthew Centrowitz   | Stati Uniti   | 3:36.08 |      |
| 4    | Manuel Olmedo        | Spagna        | 3:36.33 |      |
| 5    | Abdalaati Iguider    | Marocco       | 3:36.56 |      |
| 6    | Mohamed Moustaoui    | Marocco       | 3:36.80 |      |
| 7    | Mekonnen Gebremedhin | Etiopia       | 3:36.81 |      |
| 8    | Eduar Villanueva     | Venezuela     | 3:37.31 |      |
| 9    | Mehdi Baala          | Francia       | 3:37.46 |      |
| 10   | Ciaran O'Lionaird    | Irlanda       | 3:37.81 |      |
| 11   | Tarek Boukensa       | Algeria       | 3:38.05 |      |
| 12   | Nick Willis          | Nuova Zelanda | 3:38.69 |      |